# Primus
Primus és una banda nord-americana de rock. La banda es va crear a finals dels anys vuitanta en un naixent corrent alternatiu orientat a l'indie i experimental, amb grans influències de Rush, Frank Zappa, King Crimson, entre d'altres. Inicialment un "Power Trio", la música de Primus està dirigida notòriament pel potent baix de Les Claypool, a més de la gran gamma d'instruments que aquest executa en cadascun dels seus LP.

## Integrants
- Les Claypool: veu, baix elèctric, baix sense trasts (fretless), contrabaix, fiddle (violí rústic), fuzz, clarinet i mandolina.
- Larry Lalonde: guitarres (acústica i elèctrica) i banjo.
- Tim Alexander: bateria i efectes de so.
- Brian Mantia: bateria.

## Discografia
- Sausage (demo, 1988)
- Suck On This (enregistrament en viu, nov. 1989)
- Frizzle Fry (febr. 1990)
- Sailing The Seas Of Cheese (maig 1991)
- Miscellaneous Debris (març 1992)
- Pork Soda (abr. 1993)
- Tales From The Punchbowl (maig 1995)
- The Brown Album (jul. 1997)
- Rhinoplasty (ag. 1998)
- Antipop (Interscope, oct. 1999) amb notables col·laboracions com a productor i guitarrista en diversos temes a la guitarra de Tom Morello (guitarra de RATM)[2] i una esporàdica producció i vocalització de Tom Waits[3]
- Animals Should Not Try To Act Like People (oct. 2003)
- They Can't All Be Zingers: The best of Primus (2006)
- Green Naugahyde (2011)